# Igeltjärnen (Blomskogs socken, Värmland)
Igeltjärnen är en sjö i Årjängs kommun i Värmland och ingår i Göta älvs huvudavrinningsområde. Sjön har en area på 0,0796 kvadratkilometer och ligger 118,2 meter över havet.

## Delavrinningsområde
Igeltjärnen ingår i det delavrinningsområde (657801-128406) som SMHI kallar för Utloppet av Blomskogtjärn. Medelhöjden är 122 meter över havet och ytan är 6,68 kvadratkilometer. Det finns ett avrinningsområde uppströms, och räknas det in blir den ackumulerade arean 31,12 kvadratkilometer. Sundsbyälven som avvattnar avrinningsområdet har biflödesordning 3, vilket innebär att vattnet flödar genom totalt 3 vattendrag innan det når havet efter 229 kilometer. Avrinningsområdet består mestadels av skog (70 procent) och öppen mark (14 procent). Avrinningsområdet har 0,54 kvadratkilometer vattenytor vilket ger det en sjöprocent på 8,1 procent.